# Ammotrechella bonariensis
Ammotrechella bonariensis är en spindeldjursart som först beskrevs av Werner 1925.  Ammotrechella bonariensis ingår i släktet Ammotrechella och familjen Ammotrechidae. Inga underarter finns listade i Catalogue of Life.